# Sinagoga grande corale di Riga
La sinagoga grande corale di Riga, ora scomparsa, era la più grande sinagoga di Riga in Lettonia. Costruita tra il 1868 e il 1871 in stile neorinascimentale, fu distrutta dai nazisti il 4 luglio 1941.

## Storia

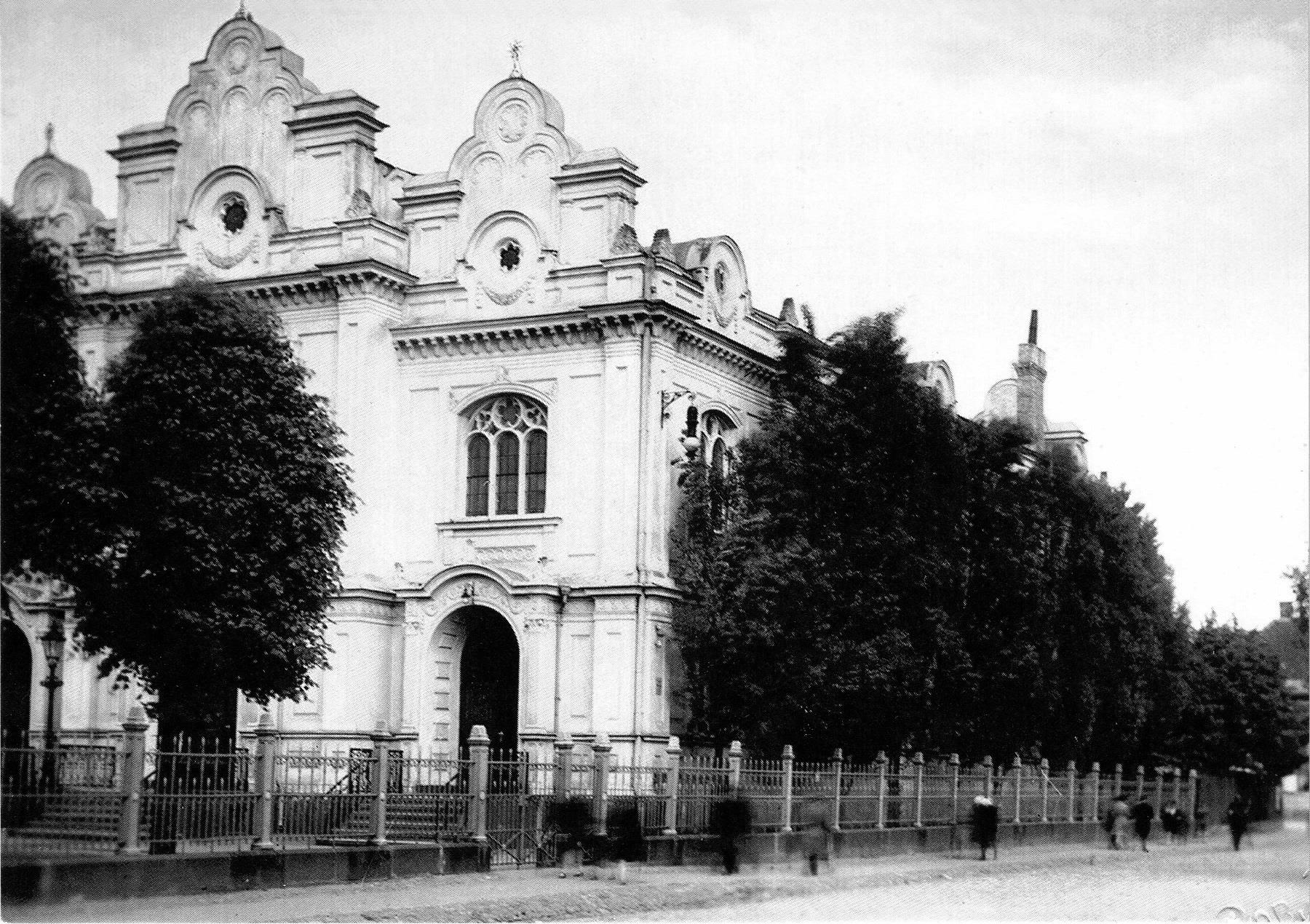
La sinagoga in una foto degli anni trenta

Riga è uno dei luoghi storici della presenza ebraica negli stati baltici. Nella seconda metà dell'Ottocento la comunità ebraica conobbe un fortissimo incremento demografico. Circa 20.00 ebrei vivevano ora in città, e ciò richiedeva la costruzione di nuovi, sempre più grandi luoghi di culto.
La sinagoga grande corale di Riga era un imponente edificio, costruito tra il 1868 e il 1871 in stile neorinascimentale su progetto dell'architetto P. von Hardenaks.
Durante il periodo tra le due guerre mondiali, la sinagoga grande era una delle quattro sinagoghe corali a Riga. Il suo coro era molto popolare non solo tra il pubblico ebraico.
Tre giorni dopo il loro arrivo a Riga, i nazisti incendiarono tutte le sinagoghe della città, inclusa la sinagoga grande corale. Il rogo della sinagoga fu ripreso dai cineoperatori tedeschi e divenne parte di un cinegiornale della Wehrmacht. Era il 4 luglio 1941, un giorno che oggi è ufficialmente ricordato dalla città di Riga come uno dei più tragici della sua storia. Testimonianze oculari raccontano che nell'incendio della sinagoga grande perirono anche numerosi ebrei che vi erano stati rinchiusi, anche se il numero delle vittime (forse 300) e le circostanze dell'eccidio restano difficili da determinare nel caos di quei giorni di pogrom che videro l'uccisione di almeno 6.000 ebrei ad opera dei nazisti e delle milizie fasciste lettoni. La sinagoga Peitav di Riga fu l'unica ad essere risparmiata dalle fiamme, a causa del rischio che l'incendio si propagassero agli edifici vicini ed è l'unica ancor oggi esistente a Riga.
Degli oltre 40.000 ebrei che prima della seconda guerra mondiale abitavano in città solo 150 sopravvissero all'Olocausto.

## Il memoriale dell'Olocausto
Oggi i pochi resti della sinagoga sono stati trasformati dal 1988 in un memoriale dell'Olocausto.

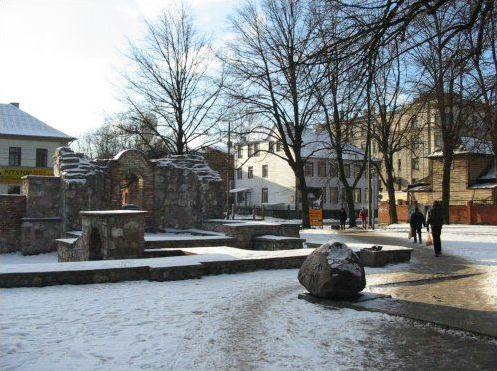
Le rovine della sinagoga trasformate in memoriale
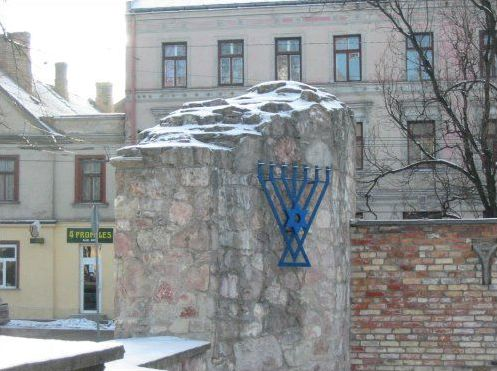
Resti della sinagoga
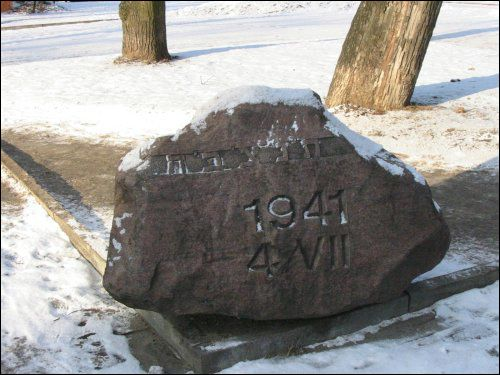
Pietra commemorativa